# Chisec
Chisec (del Q'ekch'i, significa hoja cortante y lacerante) es un municipio del departamento de Alta Verapaz en la República de Guatemala. Ubicado en el norte del país, es parte de la Franja Transversal del Norte desde 1970. El idioma más usado es el q'eqchi' pero el idioma oficial es el español y se usa como segunda lengua; en una proporción mucho menor se habla el idioma Poqomchi.
En el municipio se cultiva la palma africana a gran escala y existen pozos petroleros de la empresa francesa PERENCO en Rubelsanto.

## Toponimia
El topónimo «Chisec» proviene de las raíces Q'ekch'i Chi (español: «en») y Sec (español: "navajuela") y quierde decir «hoja cortante y lacerante».

## Geografía física

### Clima
La cabecera municipal de Chisec tiene clima tropical (Clasificación de Köppen: Af).
| Parámetros climáticos promedio de Chisec | Parámetros climáticos promedio de Chisec | Parámetros climáticos promedio de Chisec | Parámetros climáticos promedio de Chisec | Parámetros climáticos promedio de Chisec | Parámetros climáticos promedio de Chisec | Parámetros climáticos promedio de Chisec | Parámetros climáticos promedio de Chisec | Parámetros climáticos promedio de Chisec | Parámetros climáticos promedio de Chisec | Parámetros climáticos promedio de Chisec | Parámetros climáticos promedio de Chisec | Parámetros climáticos promedio de Chisec | Parámetros climáticos promedio de Chisec |
| Mes                                      | Ene.                                     | Feb.                                     | Mar.                                     | Abr.                                     | May.                                     | Jun.                                     | Jul.                                     | Ago.                                     | Sep.                                     | Oct.                                     | Nov.                                     | Dic.                                     | Anual                                    |
| ---------------------------------------- | ---------------------------------------- | ---------------------------------------- | ---------------------------------------- | ---------------------------------------- | ---------------------------------------- | ---------------------------------------- | ---------------------------------------- | ---------------------------------------- | ---------------------------------------- | ---------------------------------------- | ---------------------------------------- | ---------------------------------------- | ---------------------------------------- |
| Temp. máx. media (°C)                    | 27.8                                     | 29.6                                     | 31.0                                     | 32.4                                     | 32.4                                     | 32.1                                     | 30.8                                     | 31.1                                     | 30.8                                     | 30.1                                     | 29.1                                     | 27.9                                     | 30.4                                     |
| Temp. media (°C)                         | 23.1                                     | 24.0                                     | 25.6                                     | 26.8                                     | 27.2                                     | 27.3                                     | 26.5                                     | 26.5                                     | 26.3                                     | 25.8                                     | 24.7                                     | 23.1                                     | 25.6                                     |
| Temp. mín. media (°C)                    | 18.4                                     | 18.4                                     | 20.2                                     | 21.2                                     | 22.1                                     | 22.5                                     | 22.2                                     | 22.0                                     | 21.9                                     | 21.5                                     | 20.3                                     | 18.3                                     | 20.8                                     |
| Precipitación total (mm)                 | 152                                      | 96                                       | 98                                       | 99                                       | 214                                      | 385                                      | 387                                      | 343                                      | 427                                      | 386                                      | 252                                      | 184                                      | 3023                                     |
| Fuente: Climate-Data.org                 |                                          |                                          |                                          |                                          |                                          |                                          |                                          |                                          |                                          |                                          |                                          |                                          |                                          |

### Ubicación geográfica
Chisec está en el departamento de Alta Verapaz y sus colindancias son: 
- Norte: Sayaxché, municipio del departamento de Petén
- Noroeste: Benemérito de las Américas
- Sur: Cobán y San Pedro Carchá, municipios del departamento de Alta Verapaz.
- Este: Raxruhá, municipio del departamento de Alta Verapaz[6]
- Oeste: 
  - Cobán, municipio del departamento de Alta Verapaz
  - Ixcán, municipio del departamento de Quiché[6]

|                    | Norte: Sayaxché Noreste=Benemérito de las Américas |               |
| Oeste: Cobán Ixcán |                                                    | Este: Raxruhá |
|                    | Sur: Cobán San Pedro Carchá                        |               |

## Gobierno municipal
Los municipios se encuentran regulados en diversas leyes de la República, que establecen su forma de organización, lo relativo a la conformación de sus órganos administrativos y los tributos destinados para los mismos.  Aunque se trata de entidades autónomas, se encuentran sujetas a la legislación nacional. Las principales leyes que rigen a los municipios en Guatemala desde 1985 son:
| N.º | Ley                                                | Descripción |
| --- | -------------------------------------------------- | --- |
| 1   | Constitución Política de la República de Guatemala | Tiene una regulación legal específica para los municipios en los artículos 253 al 262. |
| 2   | Ley Electoral y de Partidos Políticos              | Ley de carácter constitucional aplicable a los municipios en el tema de la conformación de sus autoridades electas. |
| 3   | Código Municipal                                   | Decreto 12-2002 del Congreso de la República de Guatemala. Tiene la categoría de ley ordinaria y contiene preceptos generales aplicables a todos los municipios, e inclusive contiene legislación referente a la creación de los municipios.             |
| 4   | Ley de Servicio Municipal                          | Decreto 1-87 del Congreso de la República de Guatemala. Regula las relaciones entra la municipalidad y los servidores públicos en materia laboral. Tiene su base constitucional en el artículo 262 de la constitución que ordena la emisión de la misma. |
| 5   | Ley General de Descentralización                   | Decreto 14-2002 del Congreso de la República de Guatemala. Regula el deber constitucional del Estado, y por ende del municipio, de promover y aplicar la descentralización y desconcentración económica y administrativa.                                |

El gobierno de los municipios de Guatemala está a cargo de un Concejo Municipal mientras que el código municipal —que tiene carácter de ley ordinaria y contiene disposiciones que se aplican a todos los municipios de Guatemala— establece que «el concejo municipal es el órgano colegiado superior de deliberación y de decisión de los asuntos municipales […] y tiene su sede en la circunscripción de la cabecera municipal». Por último, el artículo 33 del mencionado código establece que «[le] corresponde con exclusividad al concejo municipal el ejercicio del gobierno del municipio».
El concejo municipal se integra con el alcalde, los síndicos y concejales, electos directamente por sufragio universal y secreto para un período de cuatro años, pudiendo ser reelectos.
Existen también las Alcaldías Auxiliares, los Comités Comunitarios de Desarrollo (COCODE), el Comité Municipal del Desarrollo (COMUDE), las asociaciones culturales y las comisiones de trabajo. Los alcaldes auxiliares son elegidos por las comunidades de acuerdo a sus principios, valores, procedimientos y tradiciones, estos se reúnen con el alcalde municipal el primer domingo de cada mes. Los Comités Comunitarios de Desarrollo y el Consejo Municipal de Desarrollo tiene como función organizar y facilitar la participación de las comunidades priorizando necesidades y problemas.
Los alcaldes que ha habido en el municipio son:
- 2012-2016: Selvin Reyes[8]

## Historia
| Palacio Nacional, Guatemala, 25 de septiembre de 1972. «Considerando que desde hace varios años existe desacuerdo entre los municipios de Santa María Cahabón y San Pedro Carchá, ambos del departamento de Alta Verapaz, con relación al límite jurisdiccional, cuestión que también afecta al municipio de Chisec, cuyo territorio colinda con el área en disputa y en tal virtud, los linderos que procede a fijar, deberán comprender a los tres municipios.» |

El pueblo originalmente se llamaba «Espíritu Santo», y fue fundado en 1813, pero posteriormente se le cambió el nombre a «Chisec», que en dialecto q’eqchi significa «Navajuela» Chisec no figuraba en la nómina de ciudades, villas y pueblos del reino de Guatemala, ni entre los pueblos en que la Asamblea Nacional Constituyente dividió el territorio del Estado de Guatemala, en decreto del 12 de septiembre de 1839. Pero el pueblo de Chisec aparece oficialmente como tal en la tabla de distritos territoriales, anexo al Decreto Gubernativo número 301 del 28 de diciembre de 1883. Como Chisec, ya aparece en la demarcación Política de la República de Guatemala, oficina de Estadística 1892. El Acuerdo Gubernativo que estableció el nuevo lindero parcial fue decretado el 25 de septiembre de 1972.
El municipio de Chisec, fue fundado por grupos de diferentes orígenes, entre los que destacan personas de San Pedro Carchá. Su primer intendente municipal era de esa localidad y se llamaba José Caal. La comunicación a la cabecera departamental era bastante difícil ya que solo se contaba con un extravío que comunicaba al municipio de San Pedro Carcha vía Campur y posteriormente a la cabecera departamental de Cobán.

### Franja Transversal del Norte
Tras la contrarrevolución de 1954, el gobierno guatemalteco creó el Consejo de Planificación Económica (CNPE) y empezó a utilizar estrategias de libre mercado, asesorado por el Banco Mundial y la Administración de Cooperación Internacional (ICA) del gobierno de los Estados Unidos.  El CNPE y la ICA creó la Dirección General de Asuntos Agrarios (DGAA) la cual se encargó de desmantelar y anular los efectos del Decreto 900 de Reforma Agragia del gobierno de Jacobo Árbenz Guzmán.  La DGAA se encargó de la faja geográfica que colindaba con el límite departamental de Petén y las fronteras de Belice, Honduras y México, y que con el tiempo se llamaría Franja Transversal del Norte (FTN).
El primer proyecto colonizador en la FTN fue el de Sebol-Chinajá, en Alta Verapaz.  Sebol, en ese entonces, era considerado como un punto estratégico y vía fluvial a través del río Cancuén, que comunicaba con Petén hasta el río Usumacinta en la frontera con México y la única carretera que existía era la de terracería que construyó el presidente Lázaro Chacón en 1928.  En 1958, durante el gobierno del general Miguel Ydígoras Fuentes el Banco Interamericano de Desarrollo (BID) financió proyectos de infraestructura en Sebol.  En 1960, el entonces capitán del Ejército de Guatemala Fernando Romeo Lucas García heredó las fincas Saquixquib y Punta de Boloncó al nororiente de Sebol, Alta Verapaz, con una extensión de 15 caballerías cada una.  En 1963 compró la finca «San Fernando» El Palmar de Sejux con una extensión de 8 caballerías, y finalmente cmpró la finca «Sepur», cercana a «San Fernando», con una extensión de 18 caballerías.  Durante estos años fue diputado en el congreso de Guatemala y cabildeó para impulsar la inversión en esa zona del país.
| «Se declara de interés público y de urgencia nacional, el establecimiento de Zonas de Desarrollo Agrario en el área comprendida, dentro de los municipios: San Ana Huista, San Antonio Huista, Nentón, Jacaltenango, San Mateo Ixcatán, y Santa Cruz Barillas en Huehuetenango; Chajul y San Miguel Uspantán en el Quiché; Cobán, Chisec, San Pedro Carchá, Lanquín, Senahú, Cahabón y Chahal, en Alta Verapaz y la totalidad del departamento de Izabal.» —Decreto 60-70, artículo 1o. |

En esos años, la importancia de la región estaba en la ganadería, la explotación de madera preciosas para exportación y la riqueza arqueológica.  Contratos madereros se dieron a empresas trasnacionales, como la Murphy Pacific Corporation de California, que invirtió 30 millones de dólares para la colonización del sur de Petén y Alta Verapaz, y formó la Compañía Impulsadora del Norte, S.A.  La colonización del área se hizo por medio de un proceso por el que se otorgaban tierras en zonas inhóspitas de la FTN a campesinos.
En 1962, la DGAA se convirtió en el Instituto Nacional de Transformación Agraria (INTA), por el decreto 1551 que creó la ley de Transformación Agraria.  En 1964, el INTA definió la geografía de la FTN como la parte norte de los departamentos de Huehuetenango, Quiché, Alta Verapaz e Izabal y ese mismo año sacerdotes de la orden Maryknoll y de la Orden del Sagrado Corazón iniciaron el primer proceso de colonización, junto con el INTA, llevando a pobladores de Huehuetenango al sector de Ixcán en Quiché.
La Franja Transversal del Norte fue creada oficialmente durante el gobierno del general Carlos Arana Osorio en 1970, mediante el Decreto 60-70 en el Congreso de la República, para el establecimiento de desarrollo agrario.

### Masacre de Chisec en 1995
La comunidad Aurora 8 de Octubre se encuentra entre los municipios de Chisec y Cantabal] en octubre de 1994 refugiados retornados llegaron a la finca Xama'n, finca había sido propiedad del expresidente general Kjell Eugenio Laugerud. Los refugiados negociaron su llegada con las cuarenta familias que habitaban la finca y la compartieron con ellas. En su mayoría, los refugiados de la cooperativa son de los pueblos Q'ekch'í, Mam, Kajobal e Ixil; los miembros de la cooperativa Aurora 8 de Octubre huyeron de la violencia política que azotó Guatemala en los años 80. De acuerdo con el propio ejército, en aquellos años la estrategia contrainsurgente de "tierra arrasada" llevó a la destrucción de 440 aldeas.
El 5 de octubre de 1995, a mediodía, una patrulla del ejército entró a los terrenos de la cooperativa y luego de breves palabras con los pobladores, abrió fuego, matando ahí mismo a 10 personas dos mujeres, dos niños y seis hombres e hiriendo por lo menos a otras 13. La masacre fue la más grave ocurrida en el país desde la matanza de 13 indígenas en Santiago Atitlán, Sololá, en 1990.
Aunque las versiones sobre la masacre varían, todas coinciden en los elementos más importantes: 26 soldados entraron en los terrenos pertenecientes a la cooperativa y luego de un intercambio de palabras empezaron a disparar. El 8 de octubre, el ministro de Defensa, general Mario René Enríquez, renunció de su cargo y el presidente Ramiro de León Carpio nombró en su lugar al general Marco Antonio González Taracena, que fungía como jefe del Estado Mayor de la Defensa Nacional y era el representante del ejército en las negociaciones de paz.
Hasta el día de la masacre, Aurora 8 de Octubre, con su población de mil trescientas personas, era considerada como una de las comunidades de refugiados más tranquilas. No había conflictos con comunidades vecinas ni presencia de grupos armados. 
Fuentes oficiales que se consideraban de la línea modernizante del ejército consideraron que la matanza de Chisec fue el producto de una política equivocada de la línea dura del ejército quienes no estaban de acuerdo con el proceso de paz y apoyaban a los agroexportadores en sus críticas, ya que ellos mismos eran parte del grupo agroexportador y tenían intereses económicos muy poderosos en la Franja Transversal del Norte, de la que Chisec es parte.
La decisión del Presidente de aceptar la renuncia de su Ministro de Defensa identificado con los moderados en el ejército obedeció a la necesidad que tenía el gobierno en ese momento de mostrar la voluntad de hacer cambios después de la conmoción nacional e internacional causada por la tragedia de Chisec.
El 8 de octubre, la Premio Nobel de la Paz, Rigoberta Menchú, anunció que los pobladores de la cooperativa donde ocurrió la matanza la han nombrado como acusadora formal ante los tribunales de justicia que van a conocer del caso. El suceso conmovió tanto al país que durante la noche del 9 de octubre abundaron los rumores de un posible golpe de Estado y las radios informaban sobre movimientos de tanques en la capital y en la carretera al Atlántico.

## Idioma
La mayoría habla el idioma Qeqchi; y en menor proporción se utiliza el Poqomchi y el castellano como. Otros idiomas minoritarios son: Achi, Quiche, Man, que lo hablan personas que se trasladaron para esta región durante la Guerra Civil de Guatemala.

## Ferias
En el municipio de Chisec, se realizan dos ferias. La primera se llama Feria Campesina que se realiza en la segunda semana de diciembre de cada año, la organizan grupos de campesinos que tienen diversidad de cultivos en sus parcelas y en honor al mercado campesino que se realiza los días sábados, donde los mismos campesinos ofrecen sus productos frescos, sin ingredientes químicos, en estas fiestas se llevan a cabo varias actividades en honor a los pueblos indígenas y la soberanía alimentaria. 
Y la segunda feria es la patronal que se realiza en la segunda semana del mes de junio, el principal organizador es la municipalidad de Chisec, donde gastan unos setenta y cinco mil quetzales. Durante la celebración de la feria patronal se pueden observar actividades culturales y deportivos, entre otras.

## Economía

### Petróleo

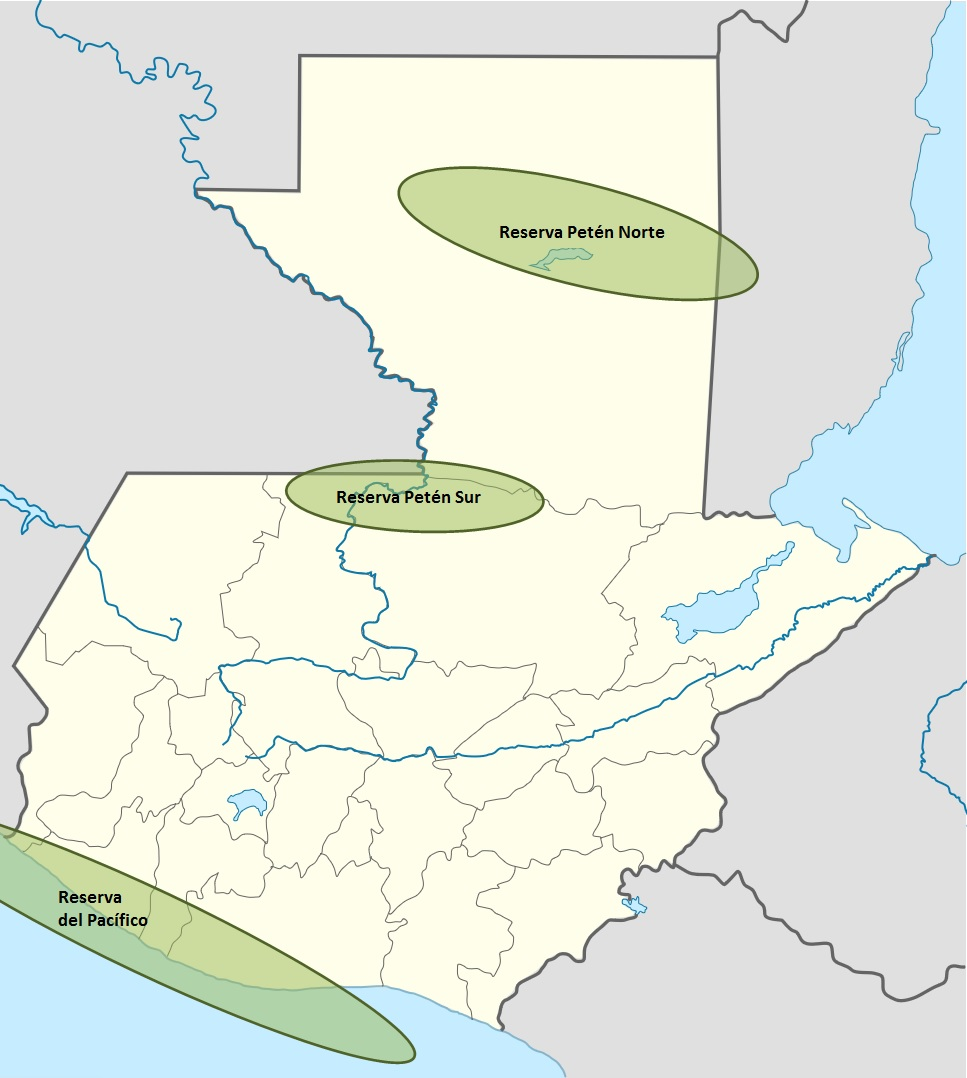
Reservas petroleras de Guatemala.

En 1971 se desalojó a los indígenas q'eqchí's del área de Cancuén, en el sur de Petén y al norte de Chisec, porque se consideraba que poseía petróleo; se utilizó al ejército para desalojar a veinticuatro aldeas del área.
Desde 1974, se venía explotando crudo comercialmente en las cercanías de la FTN a raíz de los descubrimientos realizados por las petroleras Basic Resources y Shenandoah Oil, que operaban conjuntamente en el campo petrolero de Rubelsanto, Alta Verapaz. En 1976, cuando el presidente Laugerud García llegó a visitar la cooperativa Mayalán en el sector de Ixcán, Quiché —el cual se había poblado apenas diez años antes— dijo:  «Mayalán está asentada en la cima del oro», dejando entrever que la Franja Transversal del Norte ya no sería dedicada a la agricultura ni al movimiento cooperativista, sino que sería utilizada por objetivos estratégicos de explotación de recursos naturales. Tras esa visita presidencial, ambas compañías petroleras realizaron exploraciones en tierras de Xalbal, muy cerca de Mayalán en el Ixcán, donde perforaron el pozo «San Lucas» con resultados infructuosos. Esas exploraciones, que abrieron el camino para futuros experimentos petroleros en Ixcán, y el resto de la FTN, también fueron el principal motivo para la construcción de la carretera de terracería que recorre la Franja. Shenandoah Oil, el Instituto Nacional de Transformación Agraria (INTA) y el Batallón de Ingenieros del Ejército se coordinaron para construir ese corredor entre 1975 y 1979, lo que a la postre permitió que políticos, militares y empresarios poderosos de la época se adueñaran de muchas de las tierras con riqueza maderera y potencial petrolero.
Altos oficiales guatemaltecos se convirtieron entonces en grandes terratenientes e inversionistas aprovechando las políticas de traslado de campesinos, acceso a información privilegiada, ampliación del crédito público y grandes proyectos de desarrollo; el Ejército entró en el mundo de los negocios con el Banco del Ejército, fondos de pensión y otros.

### Cultivo de palma africana

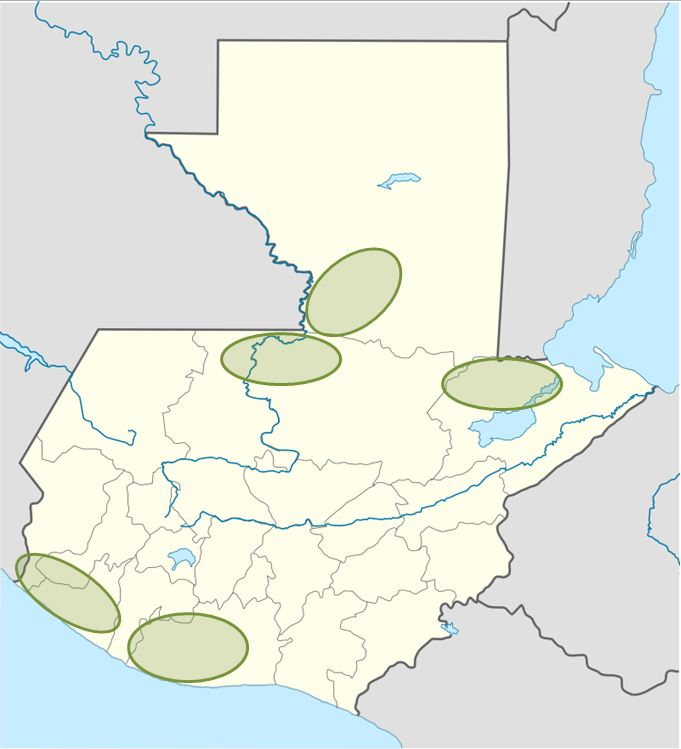
Áreas de cultivo de palma africana en Guatemala en 2014.

Satisfacer la demanda de aceites y grasas comestibles del mercado interno y parte del mercado externo ayuda a explicar por qué el aceite de palma ganó terreno desplazando otros aceites, lo que ha conducido al surgimiento de nuevas empresas asociadas a grandes capitales, en una nueva fase inversionista que se observa particularmente en los territorios que conforman la Franja Transversal del Norte. Convertirse en uno de los principales países agroexportadores de aceite de palma es el objetivo que ha motivado que las empresas palmeras se hayan enfrascado en una etapa de creciente producción, pese a la tendencia decreciente del precio internacional de ese aceite. El área de mayor dinamismo se observa en los municipios de Chisec y Cobán, Alta Verapaz; Ixcán, Quiché, y Sayaxché, Petén, donde opera Palmas del Ixcán, S.A. (PALIX), con plantaciones propias y productores independientes. Algo parecido ocurre en los municipios de Fray Bartolomé de Las Casas y Chahal, Alta Verapaz; y Livingston (Izabal), Izabal; y San Luis, Petén, donde la empresa Naturaceites se ha posicionado.
La lógica para introducir la palma africana proviene de la sustitución gradual de las plantaciones de algodón en la zona. ltivo del algodón. A partir de la década de 1990 uno de los principales productores de algodón de Guatemala, la familia Molina Espinoza, comenzó a reconvertir zonas algodoneras y ganaderas de su propiedad, en plantaciones de palma africana. Con la destrucción de plantaciones bananeras en Izaba  debido a huracanes, otros grupos empresariales como Agroamérica, de la familia Bolaños Valle, y Naturaceites -antes INDESA-, de la familia Maegli-Müeller, sustituyeron parte del cultivo de banano por el de palma africana. Los inversionistas en palma africana ampliaron sus plantaciones desde la costa sur hacia el norte del país, adquiriendo tierras en la Franja Transversal del Norte y Petén; para 2014 se estimó que el área sembrada de palma africana tenía una extensión de ciento treinta mil hectáreas.  El proyecto se fundó exclusivamente para la producción de agrodiésel de palma, el cual se vendería como materia prima bajo contrato a Green Earth Fuels (GEF), para su procesamiento y posterior transformación en plantas en los Estados Unidos.
La empresa Green Earth Fuels se caracteriza por ser una productora de agrocombustibles de materias primas agrícolas diferentes; originalemtne, en la empresa PALIX los únicos socios eran GEF (99.999%) y el empresario guatemalteco José Miguel Enrique Arriola Fuxet (0.001%) con un capital inicial de US$29.4 millones. Pero en 2010 Arriola Fuxet se retiró como socio quedando la empresa completamente en manos de estadounidenses. El proyecto se perfilaba como una mega inversión en agrodiésel de palma, que aprovecharía las ventajas que le representaba el asfaltado de la carretera de la FTN, que estaba en marcha desde el gobierno de Óscar Berger Perdomo y que la conectaría con el puerto de Santo Tomás de Castilla.  Pero la caída de los precios del aceite de palma y la prohibición en Estados Unidos del uso de aceite de palma para la producción de agrodiésel -debido a la presión de los productores de maíz de ese país- condujeron a que GEF se retirara del proyecto.
Tras el retiro de GEF PALIX pasó a ser parte del grupo Tecún de la familia Maegli-Müeller, quienes también poseen la empresa Naturaceites que tiene plantaciones de palma africana en Fray Bartolomé de las Casas y Chahal en Alta Verapaz, en El Estor y Livingston, Izabal y en San Luis, Petén. En 2014, en la frontera entre Guatemala y México delimitada por el río Salinas, PALIX tiene sus una de sus plantaciones en la comunidad de La Soledad; en el área de Ixcán hay productores independientes de palma en la región bordeada por el río Chixoy y la frontera con México, en donde se encuentran las comunidades de Vista Hermosa, Providencia, Santa Cruz y Laz Flores; finalmente, en el área petrolera de Rubelsanto - por donde pasa la carretera de la FTN- alberga a pequeños productores independientes y se encuentran las grandes plantaciones de PALIX y de otras empresas asociadas.  Existen denuncias por contaminación en el río El Jute que pasa por la finca Chiriviscal en la carretera de la FTN.

## Cultura y educación
- Comida típica: Es el denominado Caldo de Chunto o Kak ik, elaborado por mujeres de la región, éste es acompañado de tamalitos de masa los tradicionales pochitos, sin dejar atrás la bebida el cotizado boj, bebida hecha con jugo de caña, el cacao, el pinol.
- Traje típico: Chisec adoptó el mismo traje típico de San Pedro Carcha que consiste en una enagua de color negro, con franjas blancas, güipil color blanco y perrajes, así como en las trenzas usan el respectivo tupuy de color rojo combinado con amarillo.

### Himno Oficial
| I Quiero contarles amigos de mi tierra de promisión Chisec entre navajuelas tierra de gran corazón. CORO Mi Chisec está llena de riquezas el oro verde y el oro negro es la tierra de ganaderos y también del agricultor. II Chisec tiene gran riqueza porque Dios lo ha bendecido. Pedacito de mi Guatemala, pero grande de corazón. | CORO Mi Chisec está llena de riquezas, sus cuevas y sus montañas, sus ríos y sus lagunas, lo convierten en único pueblo. III Sus hombres, mujeres y niños, son personas trabajadoras, soñadoras de un mejor futuro; por eso trabajan de corazón. CORO Mi Chisec está llena de riquezas. Cuando vengan a visitarnos verán que no estoy mintiendo, porque Chisec, es tierra de promisión. |

En el municipio existen grupos marimbisticos que han logrado sobresalir en el ámbito musical y una de ellas es la Marimba Xrabin Chisec cuyo nombre en el idioma Q'eqchi' significa «La hija de Chisec».  Esta agrupación musical compuso la pieza «Las Cumbres de Chisec», que es una composición melódica para marimba, sin letra.

### Centros educativos
En el municipio existen centros educativos para todos los niveles; he aquí el listado de los mismos:
| Nivel                                                         | Nombre                                         | Jornada               |
| ------------------------------------------------------------- | ---------------------------------------------- | --------------------- |
| PrePrimaria                                                   | Escuela de Parvulos «Vilma Coy Duering»        | Matutina              |
| Primaria                                                      | Escuela Oficial Urbana Mixta «30 de Junio»     | Matutina y vespertina |
| Primaria                                                      | Colegio Galilea                                | Matutina              |
| Primaria                                                      | Escuela Oficial Urbana Mixta «San Juan Bosco»  | Matutina              |
| Primaria                                                      | Escuela Oficial Urbana Mixta «Barrio Nazareth» | Matutina              |
| Primaria                                                      | INEGUA Educación por Madurez                   | Nocturna              |
| Básico                                                        | Instituto de Educación Básica                  | Vespertina            |
| Básico                                                        | Colegio Galilea                                | Matutina              |
| Básico                                                        | INEGUA Educación por Madurez                   | Nocturna              |
| Básico                                                        | Liceo Universitario del Norte                  | Matutina              |
| Básico                                                        | Asdechi                                        |                       |
| Diversificado                                                 |                                                |                       |
| Colegio «Nuevo Chisec» (Magisterio)                           |                                                |                       |
| Liceo Universitario del Norte (Bachillerato, Perito Contador) |                                                |                       |
| Escuela Normal Bilingüe «Intercultural» (Magisterio Gratuito) |                                                |                       |
| Asdechi (Bachillerato, Perito Contador)                       |                                                |                       |
| Colegio Galilea (Bachilleratos)                               | Matutina                                       |                       |
| INEGUA (Bachillerato, Perito Contador, Secretariado)          | Nocturna                                       |                       |

La educación superior en el municipio es impartida por tres universidades:
1. Universidad San Carlos de Guatemala
2. Universidad Panamericana
3. Universidad Rural de Guatemala